# (1648) Shajna
(1648) Shajna – planetoida z pasa głównego asteroid okrążająca Słońce w ciągu 3 lat i 126 dni w średniej odległości 2,24 au. Została odkryta 5 września 1935 roku w Obserwatorium Simejiz na górze Koszka na Krymie przez Piełagieję Szajn (1894-1956). Nazwa planetoidy pochodzi od nazwiska odkrywczyni oraz jej męża Grigorija Szajna (1892-1956), również astronoma. Przed nadaniem nazwy planetoida nosiła oznaczenie tymczasowe (1648) 1935 RF.